# Nagmashot
Le Nagmashot est un véhicule blindé de transport de troupes israélien basé sur le châssis du char britannique Centurion Mk. 3 et Mk. 5.

## Historique
En 1982, durant la guerre du Liban, l'armée israélienne s'est rendu compte qu'il lui fallait un véhicule chenillé de transport de troupe mieux blindé que le M113, alors entré en service dix ans plus tôt. Il fut décidé de convertir des Sho't vieillissant en véhicules blindés de transport de troupes en remplaçant leur tourelle par une casemate.